# Adolfo López
Adolfo López (Asunción, 7 maggio 1989) è un cestista paraguaiano.

## Carriera
Con il Paraguay ha disputato due edizioni dei Campionati americani (2011, 2013).